# Parada de Sil
Parada de Sil ist ein Ort und das Verwaltungszentrum einer Gemeinde (municipio) mit 522 Einwohnern (Stand: 2024) in der Provinz Ourense in der Autonomen Region (Comunidad Autónoma) Galicien im Nordwesten Spaniens.

## Lage und Klima
Parada de Sil liegt etwa 38 km östlich von Ourense in einer Höhe von ca. 665 m. Der Río Sil begrenzt die Gemeinde im Norden. Das vom Atlantik geprägte Klima ist gemäßigt und nicht selten regnerisch.

## Bevölkerungsentwicklung der Gemeinde
Legende: Parada del Sil___Parada de Sil

Quelle: INE-Archiv – grafische Aufarbeitung für Wikipedia
Durch Fortzug in die umliegenden Städte ist die Bevölkerung seit den 1950er Jahren relativ stetig gesunken.

## Gemeindegliederung
Die Gemeinde Parada de Sil ist in neun Parroquias gegliedert:
| Parroquias                | Patrozinium    | Einwohner 2024 | Fläche km² | Dichte Einw./km² | Höhe msnm | Ortskennzahl |
| ------------------------- | -------------- | -------------- | ---------- | ---------------- | --------- | ------------ |
| Caxide                    | Santa Cristina | 73             | 15,30      | 5                | 746       | 32057010000  |
| Chandrexa                 | Santa María    | 73             | 7,99       | 9                | 444       | 32057020000  |
| Forcas                    | San Mamede     | 42             | 6,93       | 6                | 800       | 32057040000  |
| A Hedrada                 | Santiago       | 60             | 8,37       | 7                | 0         | 32057030000  |
| Parada de Sil             | Santa Mariña   | 159            | 9,14       | 17               | 665       | 32057050000  |
| As Paradellas             | Santa María    | 15             | 3,53       | 4                | 999       | 32057060000  |
| Pradomao                  | San Xiao       | 24             | 5,68       | 4                | 855       | 32057070000  |
| Sacardebois               | San Martiño    | 58             | 3,74       | 16               | 535       | 32057080000  |
| San Lourenzo de Barxacova | San Lourenzo   | 16             | 1,78       | 9                | 543       | 32057090000  |

## Wirtschaft
| Ackerbau, Viehzucht und Fischerei                                                  | 019 | 012,42 |
| Industrie                                                                          | 015 | 09,80  |
| Bauwirtschaft                                                                      | 07  | 04,58  |
| Dienstleistungsbetriebe                                                            | 112 | 073,20 |
| Total                                                                              | 153 | 100,00 |
| * Daten aus dem Statistischen Amt für Wirtschaftliche Entwicklung in Galicien, IGE |     |        |

## Sehenswürdigkeiten
- ehemaliges Benediktinerkloster Santa Cristina de Ribas de Sil am Monte Varona, im 12./13. Jahrhundert gegründet
- Nekropole San Vítor de Barxacova, archäologische Grabungsstätte

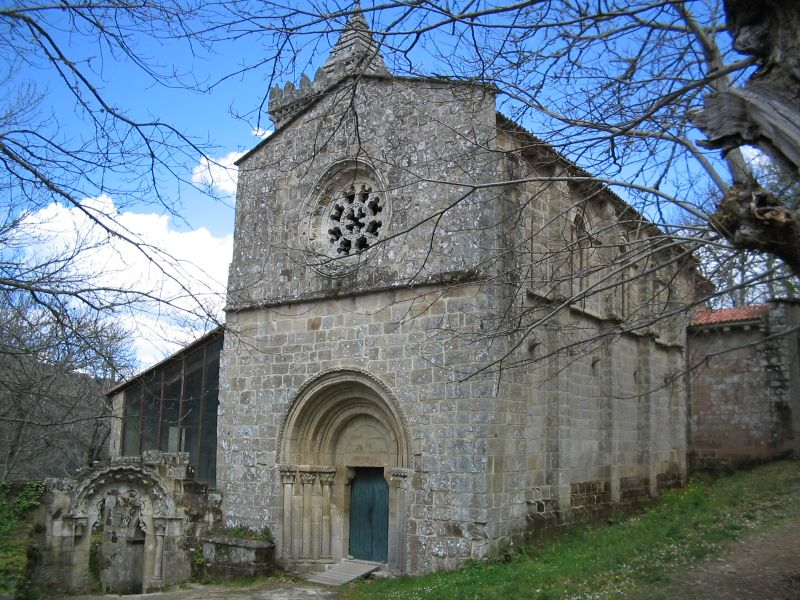
Klosterkirche der ehemaligen Benediktinerabtei
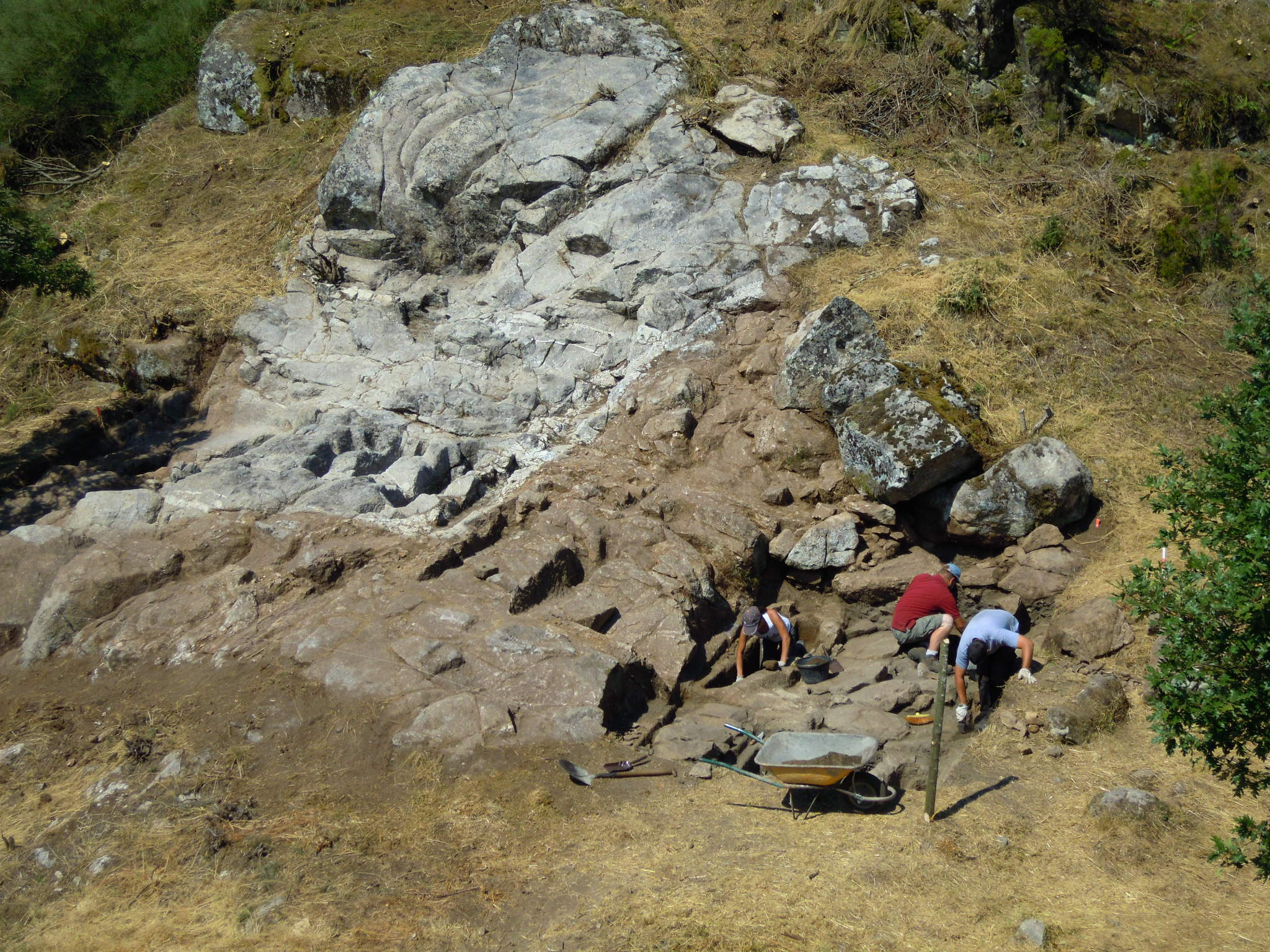
Grabungsstätte der Nekropole San Vítor de Barxacova
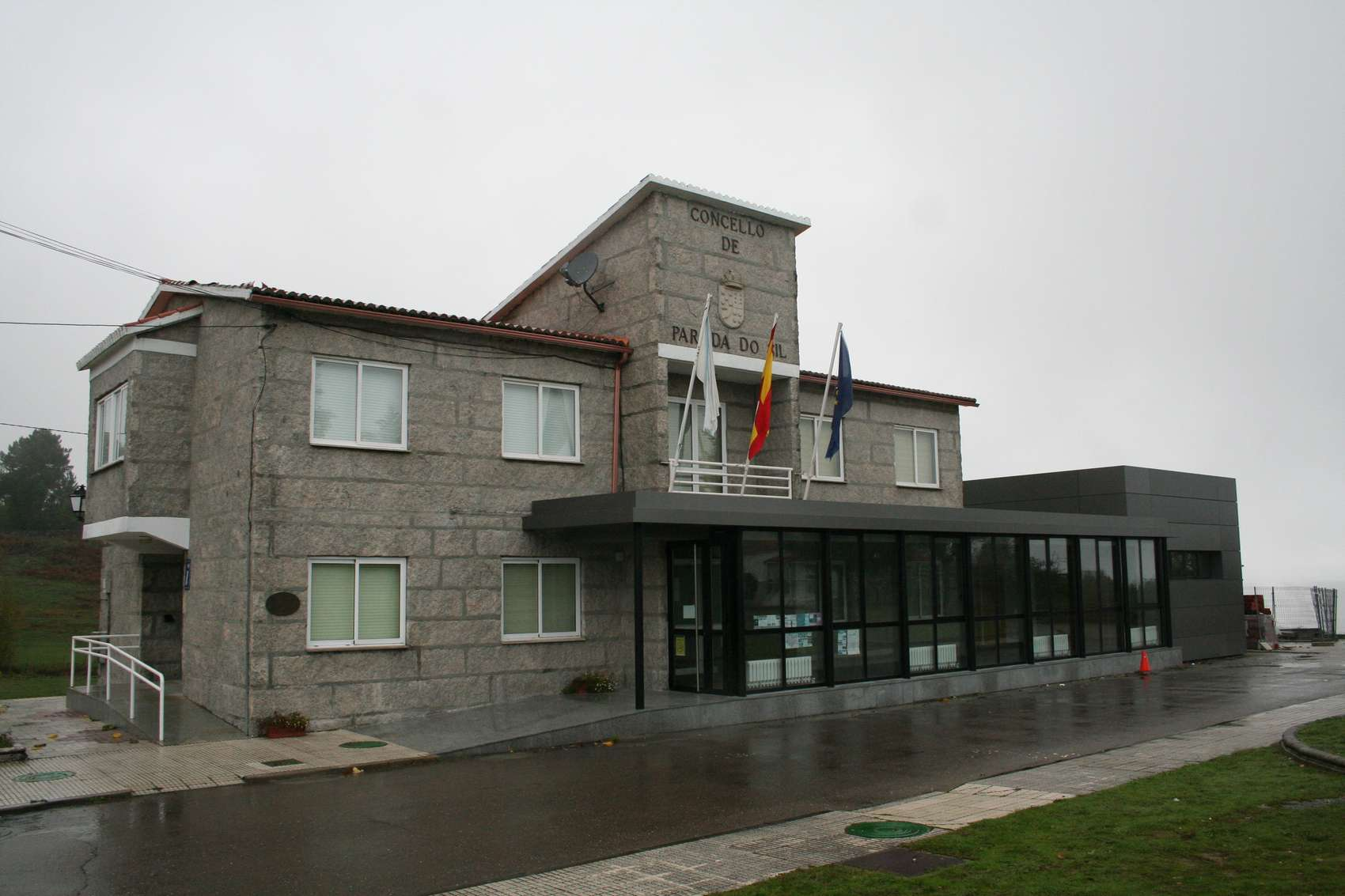
Rathaus